# SEAT Toledo II
El SEAT Toledo de segunda generación es un automóvil del segmento C producido por el fabricante español SEAT desde el año 1998 hasta 2005

## Segunda generación (1998-2005)

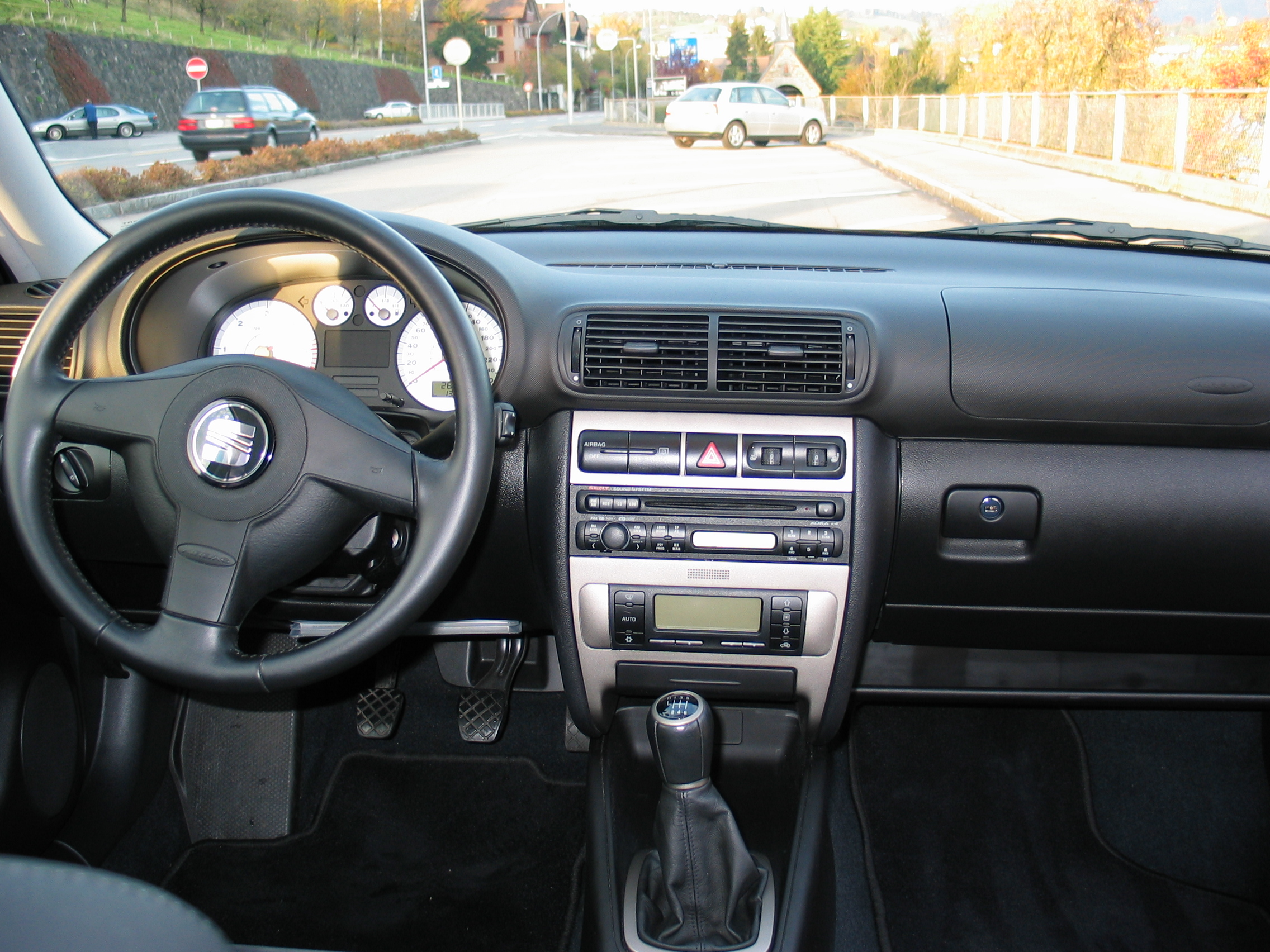
Interior (El salpicadero es de origen Audi A3, y que compartió con el Toledo/Leon 1M)

La segunda generación del Toledo (1M / 1M2) se presentó en el Salón del Automóvil de París de 1998 y su lanzamiento al mercado español llegó a finales del año. El proyecto de este nuevo modelo se llama S5 y utiliza la plataforma "A4" (PQ34) de la cuarta generación de los Golf y Jetta, y de la primera generación de los Audi A3 y Škoda Octavia.
Este nuevo Toledo tenía que ser mejor que el antecesor, más grande, de mejor calidad, más equipado y tenía que ascender de categoría. Según el proyecto S5 iba a tener 3 variantes: berlina con maletero de 600 litros y portón trasero, versión vario (station wagon) y versión cupé 3 puertas, que luego fueron descartadas. El diseñador sería el mismo que la anterior generación Giorgetto Giugiaro, por lo cual el diseño se basaría en la anterior generación con una línea similar pero dándole un gran toque de modernidad con una forma más redondeada, pareciéndose más a los prototipos SEAT Proto T y TL e incluyéndole los nuevos rasgos de la marca que habían sido presentados con el prototipo SEAT Bolero.
Al final hubo unos cambios y la carrocería del modelo pasó a ser sedán de cuatro puertas con un maletero más pequeño que su antecesor (de 500 litros ampliable a 830 litros con los asientos abatidos), pero con un mejor equipamiento, pasando a ser una berlina más premium. A partir de este modelo se creó una variante hatchback de cinco puertas (proyecto S5 corto) denominada SEAT León, que estaba en el segmento del Golf. SEAT llevó a cabo una estrategia similar a la de Fiat, que usaba los nombres Bravo, Brava y Marea para distinguir las distintas carrocerías del mismo modelo, como el nombre del Toledo hace referencia a Castilla-La Mancha, con la nueva variante corta se quiso hacer referencia a Castilla y León por lo que se decidió usar el nombre SEAT León quedando representadas las dos comunidades autónomas.

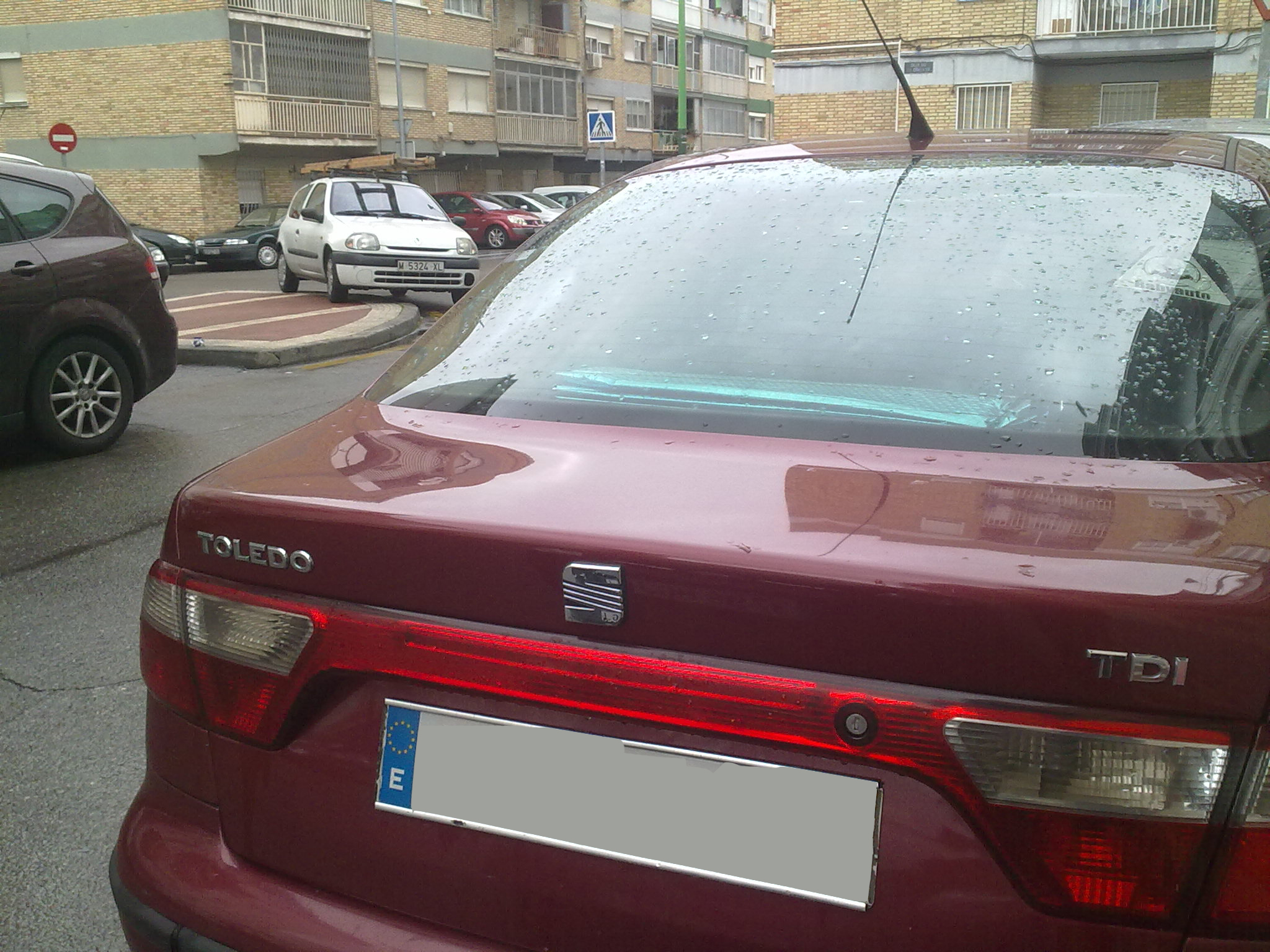
Las primeras unidades incorporaban el logotipo de los años 1990 y otra tipografía, pero no sería hasta la aparición del SEAT León, cuando ya se estrenaría el logotipo y tipografía en toda la gama SEAT, aunque el año anterior había sido presentado el nuevo logotipo bajo el prototipo Bolero.

El Toledo 1M se empezó a fabricar en Bélgica (en la planta que el grupo tiene en Bruselas). En ese periodo se estuvo preparando la planta de Martorell para adaptarla al modelo. A partir del año 2000 se trasladó a la planta de Martorell, donde se finalizaría su producción en 2004.
Todos los motores que se comercializaron en el Toledo tenían una disposición delantera transversal, tracción delantera, inyección electrónica, discos delanteros ventilados. Respecto a su equipamiento tecnológicamente se incluyeron dependiendo de la versión de su acabado,) nuevos sistemas y detalles como los asientos eléctricos con tres menorías, elevalunas eléctricos con sistema antiaprisionamiento, retrovisores eléctricos abatibles electrónicamente con enfoque automático al aparcar a la rueda trasera derecha al insertar la marcha atrás, espejo interior antideslumbrante, aire acondicionado o climatizador, autorradio integrada de serie con opcional de cargador de cd en la guantera o sistema de navegación, techo solar, reposa vasos, toma de 12v en maletero, gestión electrónica de seguridad ABS+ESBS, sistema de tracción TCS , programa electrónico de estabilidad ESP, sistema de protección de impactos SIP con cuatro barras laterales en todas las puertas, cuatro airbags de serie (de volante, acompañante y laterales delanteros) excepto las versiones básicas, que al principio solo traían doble airbag (un único airbag en las versiones taxi), quedando los laterales como opcionales, aunque más adelante también serían de serie, Isofix, sensor de lluvia opcional, 
En el Salón de Barcelona de 2003 se presentan unas pequeñas modificaciones que llegarían al mercado un par de meses después. Estos pequeños cambios consisten en la introducción de retrovisores exteriores con forma de gota, que se estaban incluyendo a toda la gama SEAT, con regulación térmica, nuevas llantas. Mientras que el acabado Sport recibe una actualización estéticamente debido a que pasa a incluir los bajos de ambos parachoques pintada en el mismo color de la carrocería, y los demás acabados lo siguen llevando en color negro.

### Los motores
- Gasolina

1.4 16V 75cv; 1.6 16V 105cv; 1.8 20V 125cv; 2.3 V5 10V 150cv; 2.3 V5 20V 170cv y 1.8 20VT 180cv de 6 velocidades. En los motores de gasolina el 2.3 litros con cinco cilindros en V y 2 válvulas por cilindro con 150 CV se sustituyó la culata por una de 4 válvulas por cilindro para entregar 170 CV, gracias a esto disminuyó el consumo y aumentaron las prestaciones.
- Diésel

1.9 SDI 64cv; 1.9 TDI 90cv y 110cv de 5 velocidades; 1.9 TDI 130cv y 150cv de 6 velocidades.
Los motores turbo diésel TDI de 1.9 litros fueron totalmente modificados manteniendo las mismas potencias en las versiones de 90 y 110 CV con un sistema de inyección por bomba rotativa a las que se añadieron nuevos motores de 130 y 150 CV de potencia máxima mediante un sistema de inyector-bomba y turbo de geometría variable Garrett. Todos los motores diésel que se montaron en el Toledo II fueron de 4 cilindros.

### Acabados
SEAT presentó el automóvil bajo el eslogan "Nacido para seducir", y los acabados fueron 4 Stella, Signum, Sport y Executive. (En el equipamiento algunos opcionales pueden venir de serie también dependen de la motorización)
- Stella

Era el acabado básico/medio de gama. Su equipamiento incluye: llantas de 15" con tapacubos, molduras en parachoques y en puertas en negro, retrovisores y manetas en color carrocería, antena con antirrobo, dirección asistida, volante regulable en altura y profundidad, asientos delanteros regulables en altura, apoyabrazos delantero y trasero opcional, reposacabezas en las 5 plazas, aire acondicionado, cierre centralizado con sistema de cierre automático a superar los 30km/h, regulación eléctrica de faros delanteros, elevalunas eléctricos delanteros, radio FR/AM con reproductor de CD y 4 altavoces, frenos de disco en las 4 ruedas, alarma antirrobo con inmovilizador.
- Signum, Signo y Signa

La denominación inicial fue Signum, el cual a los pocos meses se tubo que renombrar por problemas de copyright y marketing, por lo que sería renombrado por Signo, pero igualmente por temas de marketing finalmente el nombre fue sustituido por Signa.
Era el acabado alto de gama. Se suman al equipamiento: llantas de aleación en 16", faros antiniebla, ordenador de a bordo, elevalunas eléctricos delanteros y traseros, techo solar, retrovisores eléctricos y calefactables, ABS, el Toledo TDI 150 CV con el acabado Signa lleva de serie dos asientos para niños que se colocan muy fácilmente al estar integrados en la banqueta.
- Sport

Era el acabado deportivo de gama con un mejor equipamiento que los anteriores. Se suman al equipamiento: climatizador inteligente, retrovisores eléctricos y calefactables abatibles electrónicamente, radio FR/AM con reproductor de casete con cargador de 6 CD y 8 altavoces, alerón trasero opcional kit de taloneras opcionales asientos mixtos cuero/alcántara opciones, cortinilla luneta trasera, EDS (para el motor V5).
- Executive

Es el acabado tope de gama con un equipamiento más lujoso, se suma al equipamiento: asientos delanteros regulables en altura electrónicamente con memoria tapizado en cuero negro o beige, GPS opcional.
- Taxi

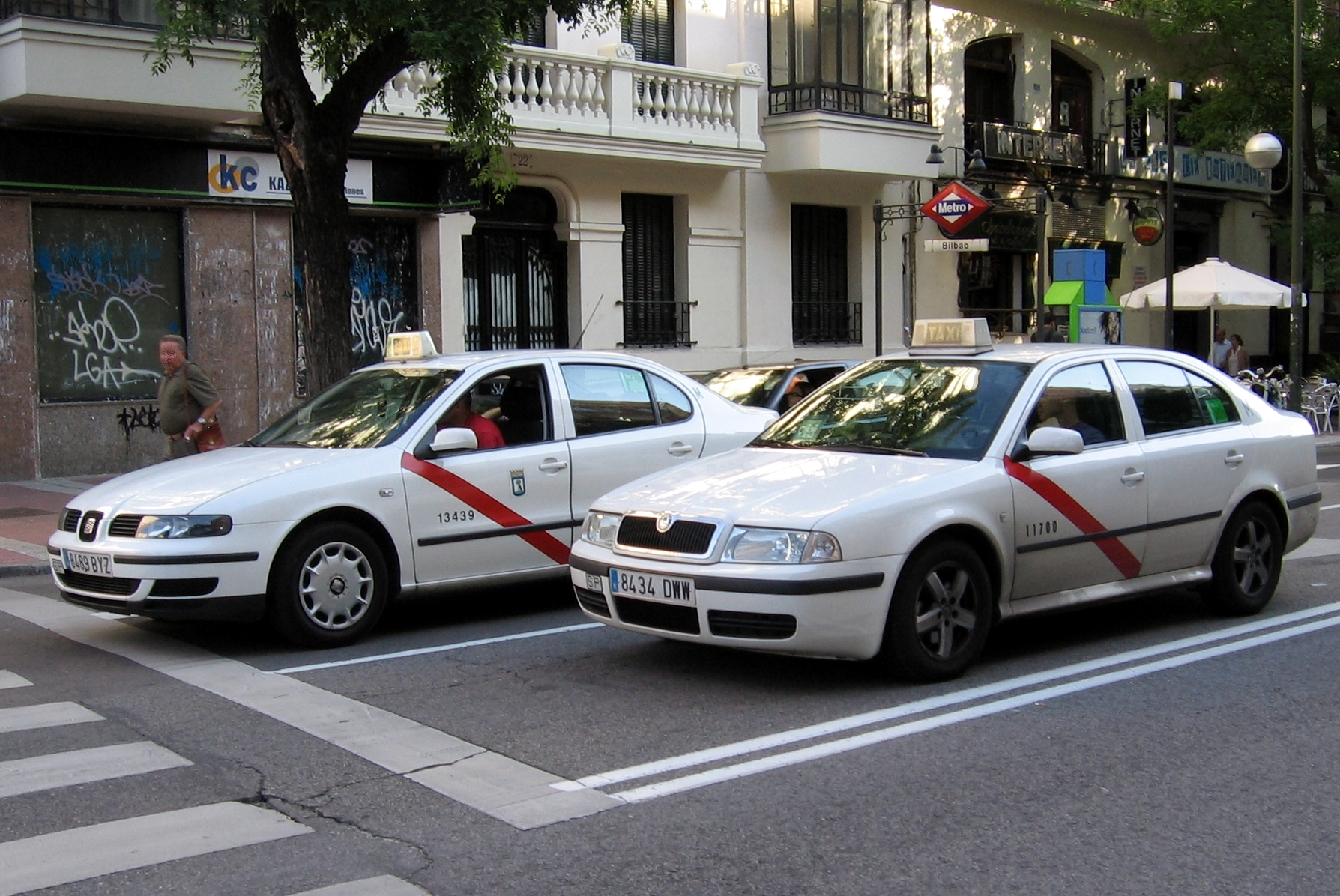
Versión Taxi del SEAT Toledo II, junto a la versión Taxi del Škoda Octavia Tour

Con la segunda generación sigue habiendo versión taxi. Al no tener el portón trasero no tuvo suficiente empuje como si lo tuvo el primero, ya que para este uso se necesita un buen espacio para los pasajeros y equipaje, y los que se vendieron era por la buena calidad que tenía el vehículo.

#### Ediciones especiales/Series limitadas
| 2002 | Sports Limited    | Sport |  |  |  |
| Edición limitada, de 2002, montaba el motor 1.8T, estéticamente tenía los bajos pintados en color carrocería, incorpora alerón trasero, unos pequeños vinilos con el nombre de la edición y heredó las llantas de la primera versión del León FR.                                                                              |                   |       |  |  |  |
| 2003 | Sport Tech        | Sport |  |  |  |
| Edición limitada del verano de 2003, fue la versión de despedida de la segunda generación del modelo, las motorizaciones para esta versión eran los 1.6 16v de 105cv y el 1.9 TDI 110cv, en su equipamiento dispone de nuevas llantas de 15", climatizador, consola con terminación en aluminio mate, volante y pomo de cuero. |                   |       |  |  |  |
| 2001 | E-Line: (Francia) |       |  |  |  |
| |                   |       |  |  |  |
| 2002 | Tempic: (Francia) |       |  |  |  |
| |                   |       |  |  |  |
| 2003 | Algado: (Francia) |       |  |  |  |
| |                   |       |  |  |  |
| 2003 | Samba X (Francia) |       |  |  |  |
| |                   |       |  |  |  |

### Prototipos
- Entre 1997 - 1998 fabrican el SEAT Toledo Vario, se trata de un Toledo II Familiar con una gran boca de carga, y el SEAT Toledo 5 puertas y cupé. Estas versiones eran las iniciales que tendría el modelo antes de desecharlas, con lo cual no se presentó al público. Actualmente estas unidades descansan en la nave A122.

- Poco después de sacar el nuevo modelo a producción, ya en 1999 se empezó a elaborar un estudio para desarrollar una versión con sistema de tracción a las 4 ruedas Haldex, utilizado dentro de la misma plataforma por el grupo VW. SEAT probaría 4 unidades de estudio con este sistema con las moralizaciones 2.3 V5 de 150 CV y el 1.8 de 125 CV, en algunos circuitos de rally para estudiar mejor su comportamiento, conducidos por los pilotos del equipo oficial SEAT. El proyecto finalmente se cancelaría para el modelo Toledo, pero se utilizaría para su variante compacta el modelo SEAT León.[9]

- En el Salón del Automóvil de Ginebra de 1999 se presenta el SEAT Toledo Cupra Concept, que pretendía ser la versión deportiva del modelo, las diferencias exteriores era que tenía una apariencia más deportiva, toda la carrocería estaba pintada de color rojizo e incluía nuevos paragolpes y taloneras que después pasarían al León Cupra y posteriormente al León FR, los faros traseros eran rosados, el escape salía del centro del parachoques y montaba unas grandes llantas de 5 radios, en el interior montaba esferas de los relojes en blanco y asientos de cuero negros con detalles del salpicadero en gris. Contaba con un potente motor de 204 CV, 6 cilindros en “V” y tracción a las cuatro ruedas. El mismo que montaba el BORA V6 - 4MOTION y el mismo que se utilizó posteriormente en el León Cupra4 y el Golf IV V6.

- En 2001 otro discreto prototipo se presenta, el Toledo ACC. Este es un Toledo de serie al que se le añade un sofisticado sistema de seguridad: regula la velocidad de crucero, controla de forma automática la distancia respecto al coche que le precede, reconoce las señales de tráfico, las líneas que delimitan los carriles y junto con el sistema de navegación adecua la velocidad al trazado de la carretera. Las modificaciones se limitan a los faros delanteros que incorporan dos sensores por láser y una cámara situada entre el espejo interior y el techo.

Ninguno de ellos consiguió comercializarse.

### Competición
Con la segunda generación el Toledo tuvo todavía más éxito en el mundo de la competición. Participó con los modelos exclusivos para cada modalidad con el "Toledo Cupra competición" en la ETCC con un motor de 2000cc y 260 cv mientras que para la WTCC el motor era un 2000cc con 270cv, también con una variante para la BTCC, y para el Campeonato de España de GT el "Toledo GT silhouette" que contaba con un motor de 3000 cc y 460cv.

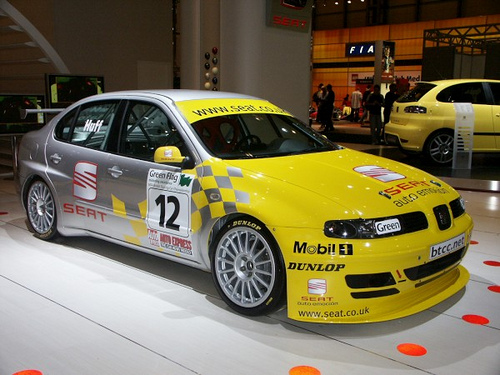
Toledo ETCC
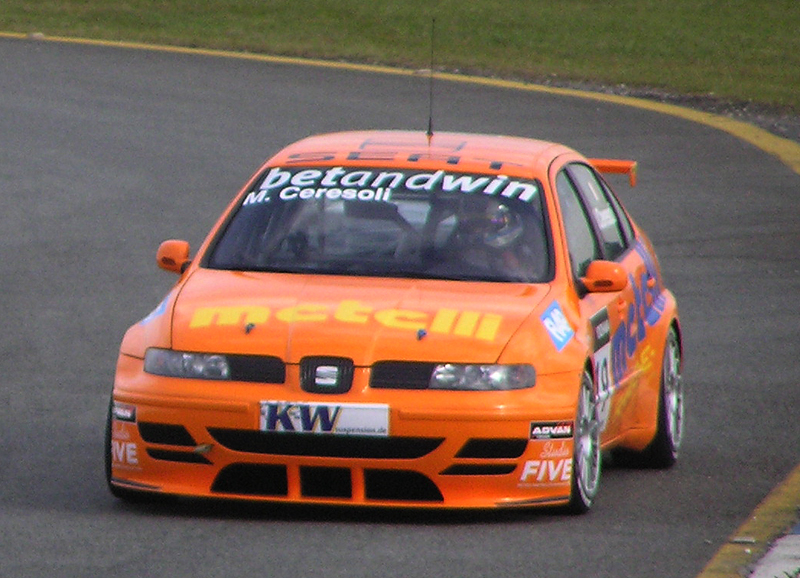
Toledo WTCC
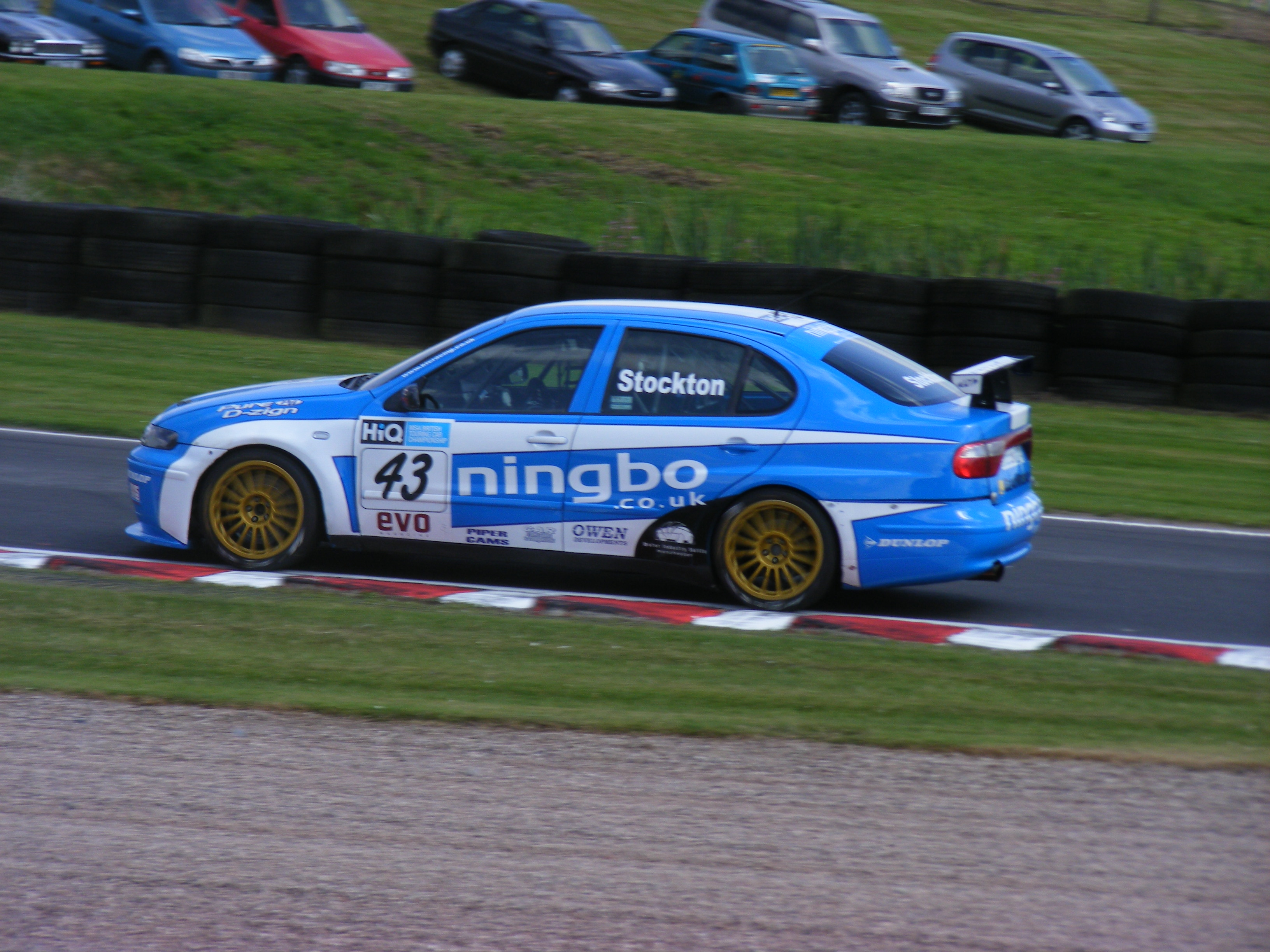
Toledo BTCC
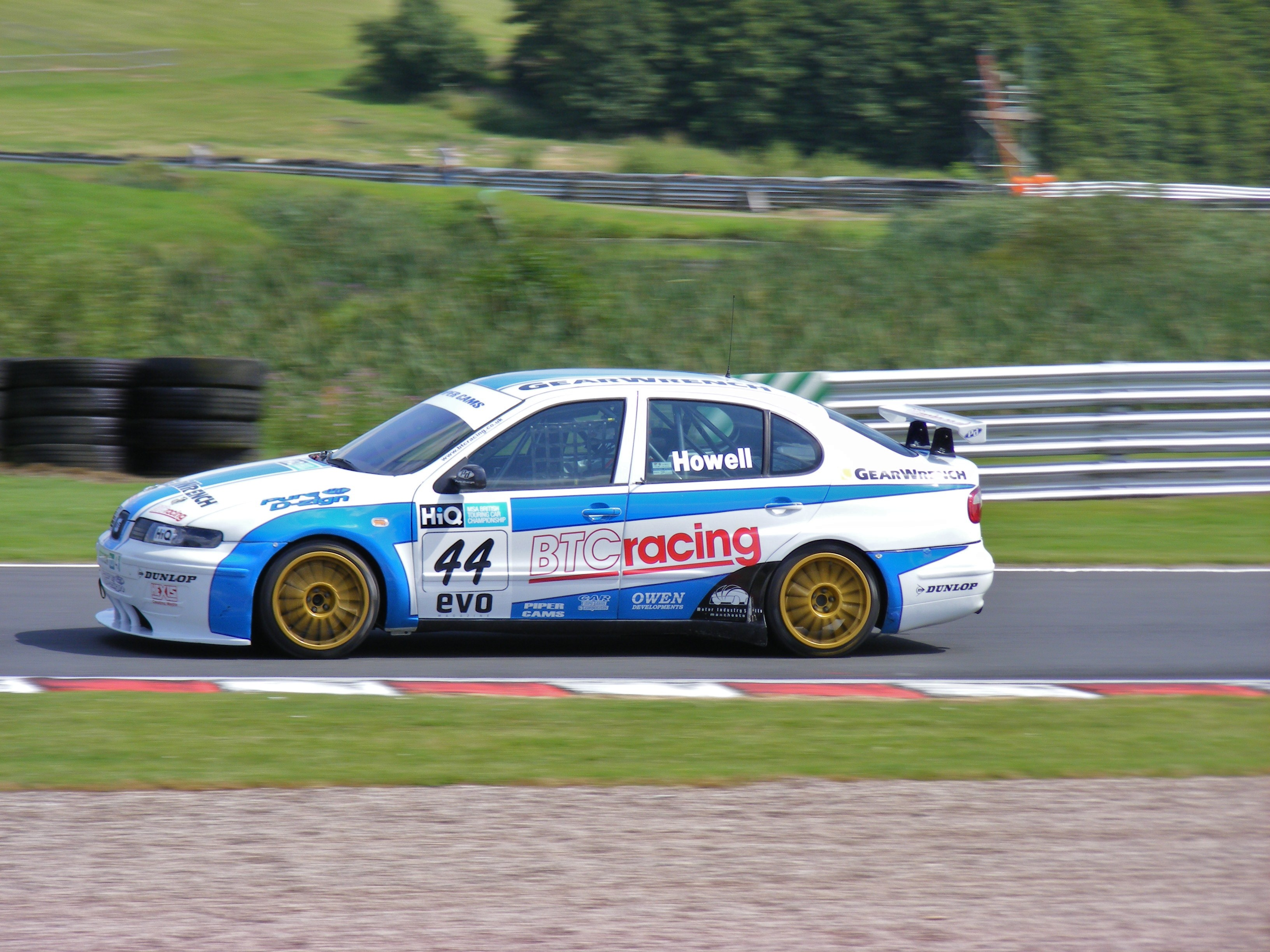
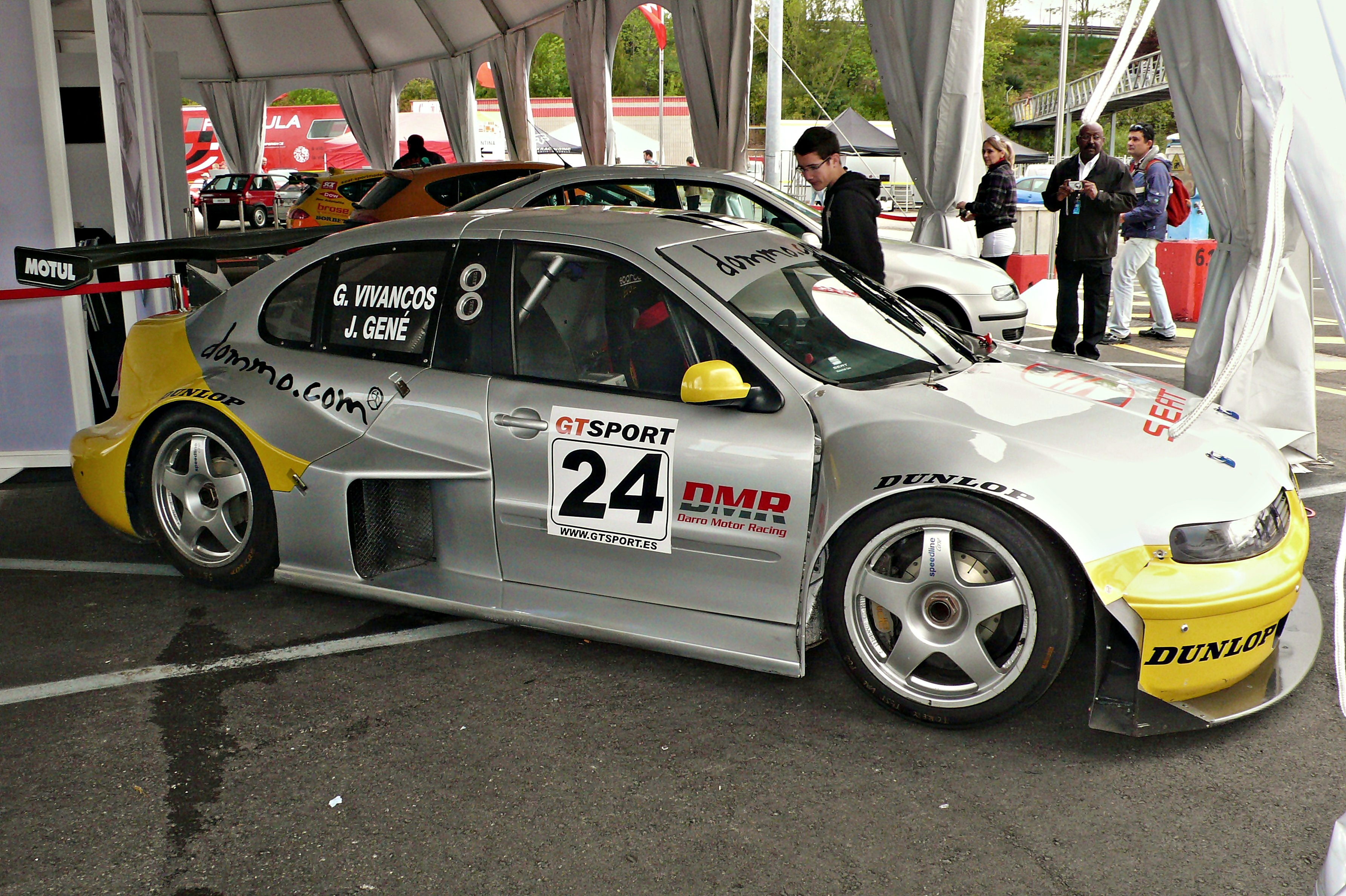
Toledo GT silhouette
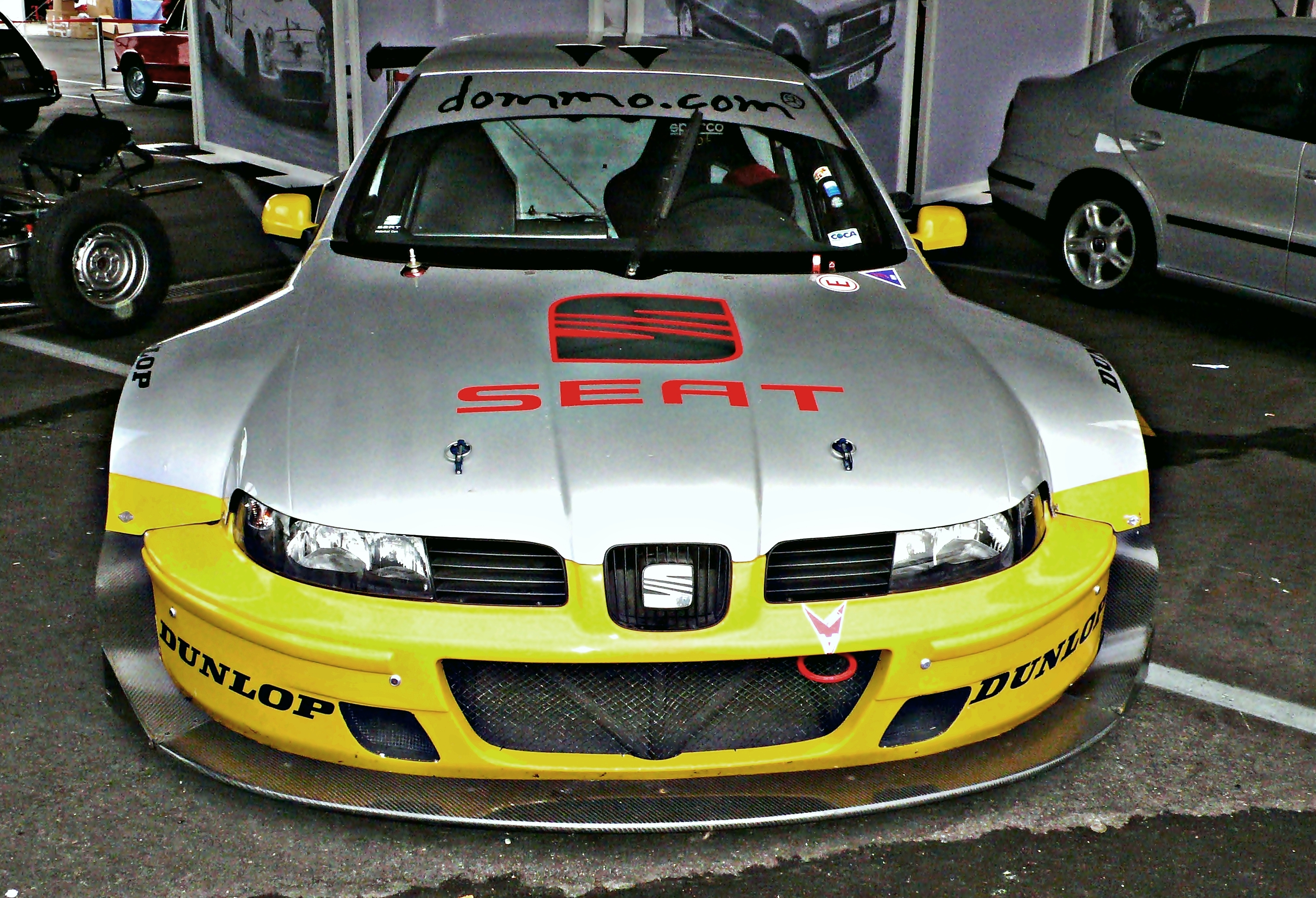